# Sufflamen chrysopterum
Il pesce balestra occhio lineato (Sufflamen chrysopterum (Bloch & Schneider, , 1801)) è un pesce d'acqua salata appartenente alla famiglia Balistidae

## Distribuzione e habitat
Questa specie è diffusa nell'Indo-Pacifico, dall'Africa sudorientale al Giappone. Abita la barriera corallina e le lagune atollifere.

## Descrizione
La forma è tipica dei Balistidi: il corpo è trapezoidale, con ventre molto pronunciato. La testa è grande, il muso allungato, con un forte becco corneo e occhi grandi. Presenta due pinne dorsali, la prima erettile e composta da pochi raggi, la seconda più morbida e alta, simmetrica ed opposta alla pinna anale. La pinna dorsale e le ventrali sono piccole, la coda è ampia, a delta. 

La livrea è variabile da individuo a individuo, solitamente si presenta con un fondo bruno-verdastro, bocca azzurrina, gola e parte del ventre blu elettrico, dorso più chiaro (in alcuni anche la parte terminale del corpo). Una linea verticale giallo vivo (o nera in alcuni) scende dalla parte posteriore dell'occhio e attraversa l'opercolo branchiale, terminando poco sopra il ventre. La coda è giallo vivo orlata di bianco. Gli esemplari giovanili hanno la parte superiore del corpo sopra e la parte inferiore bianca. 

Raggiunge una lunghezza di 30 cm.

## Etologia
Ha carattere solitario e territoriale.

## Riproduzione
La riproduzione avviene nei mesi di luglio e agosto. Forma coppie monogame stagionali: il maschio e la femmina provvedono a ripulire il fondale del territorio della femmina da sassi e conchiglie, e il giorno dopo avviene la deposizione in una buca o in un pertugio roccioso. La femmina cura le uova mentre il maschio pattuglia il territorio.

## Alimentazione
Si nutre di invertebrati.

## Pesca
È pescato solamente nei luoghi d'origine, non ha grande interesse commerciale.

## Acquariofilia
Come molti altri Balistidi, è ospite di acquari pubblici e privati.